# Jennifer Voss
Jennifer Voss (* 4. Oktober 1986 in Bad Saarow-Pieskow) ist eine niederländische Fußballspielerin. Sie gehörte zuletzt von 2014 bis 2015 Blau-Weiß Hohen Neuendorf als defensive Mittelfeldspielerin an.

## Karriere

### Vereine
Die in der DDR geborene Jennifer Voss begann in den Niederlanden in der Gemeinde Noordoostpolder im Ortsteil Nagele für die Voetbalvereniging Nagele mit dem Fußballspielen und setzte es in derselben Gemeinde beim SC Emmeloord fort. Nach Zwolle gelangt, spielte sie noch für Be Quick Zwolle. Anschließend war sie von 2005 bis 2008 Spielerin des FFC Heike Rheine in Deutschland und bestritt 39 Punktspiele in der Bundesliga, in denen ihr drei Tore gelangen. In ihrer letzten Saison war sie mit ihrer Mannschaft in der 2. Bundesliga vertreten; nach dem Abstieg in die Regionalliga West verließ sie den Verein.
In der Saison 2008/09 kam sie vom 7. September bis zum 14. Dezember 2008 in acht Bundesligaspielen für die SG Essen-Schönebeck, die restlichen zwölf Saisonspiele für den Bundesliganeuling Herforder SV zum Einsatz. In den folgenden vier Saisons bestritt sie für den Herforder SV 70 weitere Punktspiele, davon 48 in der Gruppe Nord der seinerzeit zweigleisigen 2. Bundesliga, in denen ihr sechs Tore gelangen.
Von Januar 2014 bis 31. Mai 2015 stand sie bei Blau-Weiß Hohen Neuendorf unter Vertrag und kam ab dem 23. Februar 2014 (12. Spieltag) in saisonübergreifenden 29 Punktspielen, davon 18 in der drittklassigen Regionalliga Nordost, zum Einsatz.

### Nationalmannschaft
Für die niederländische A-Nationalmannschaft bestritt sie im Jahr 2006 drei Freundschaftsspiele.

## Erfolge
- Meisterin der  2. Bundesliga Nord 2010 und Aufstieg in die Bundesliga